# بازرگانی در دوره صفویان
بازرگانی در ایران صفوی هم به صورت مبادلهٔ کالا با کالا و هم  مبادلهٔ کالا با پول نقد (سکهٔ نقرهٔ صفوی یا خارجی) صورت می‌گرفت. بازرگانان عمده در این عصر، برای انجام امور تجاری خود نمایندگانی داشتند که به مناطق گوناگون سفر می‌کردند. برخی از بازرگانان در کشورهای آسیایی و اروپایی مانند سوئد و چین فعالیت تجاری داشتند و به سبب حمایت حکومت، از اعتبار بالایی برخوردار بودند. تجارت داخلی کشور در این دوره عمدتاً در دست تاجران ایرانی مسلمان بود.در عصر صفوی، یکی از کالاهای عمدهٔ صادراتی، ابریشم بود و تجار ارمنی، انگلیسی و هلندی، در صدور ابریشم خام ایرانی با یکدیگر رقابت می‌کردند. غیر از ابریشم و پارچه، تیماج، پشم شتر و گوسفند، چرم، ظروف مدل چینی، مصنوعات طلا و نقره، قالی و سنگ‌های قیمتی، به کشورهای اروپایی صادر می‌شد. در مقابل، از آن‌جا ماهوت و منسوجات، جام، آینه و شیشهٔ پنجره، اجناس فلزی تجملی، چراغ و کاغذ تحریر وارد می‌شد.
اجناس صادراتی به روسیه عبارت بودند از: ابریشم خام، منسوجات ابریشمی، متقال، شمشیر، تیر و کمان، مروارید، زین و برگ، انواع رنگ‌ها و خشکبار. بازرگانان روسی در شهرهای شمال ایران، اصفهان و قزوین فعالیت می‌کردند. از روسیه به ایران، انواع خز، چرم خام، ماهوت، پارچه کتانی، چیت، مس، آهن، اجناس فلزی و شیشه‌ای، کاغذ، پوستین، عسل، موم، شکر، ماهی، خاویار و اسلحهٔ گرم وارد می‌شد. کالاهای صادراتی ایران به ترکیه، توتون، منسوجات پشمی خشن و ابریشمی، حصیر، انواع ظروف، قالی، فولاد، آهن، انواع تیماج، نی و اجناس ساخته شده از چوب بود.
هند از ایران اسب، توتون، انواع میوهٔ خشک، مربا، ترشی، عصارهٔ گل و میوه، انواع تیماج و اجناس بدل چینی می‌خرید. در مقابل، از هند منسوجات ابریشمی، پارچه‌های پنبه‌ای، اجناس فلزی، رنگ‌ها، مواد دارویی، ادویه و عاج وارد می‌شد. تجار هندی در بیشتر شهرهای ایران فعالیت داشتند. تنها در اصفهان، حدود ۲۰ هزار هندی زندگی می‌کردند. تعداد زیادی از این افراد، صراف و رباخوار بودند.

## اقدامات شاه عباس اول
اقدامات شاه عباس بزرگ در توسعهٔ بازرگانی مؤثر بود. یکی از کارهای مهم وی، برقراری روابط تجاری با کشورهای خارجی بود. از دیگر کارهای شاه عباس، توسعه بندر هرمز و جرون (بندرعباس) و برقراری امنیت در این مناطق مهم بازرگانی بود. این اقدامات موجب گسترش روابط تجاری با کشورهای خارجی شد، تا بدان جا که گاهی بیش از ۳۰۰ کشتی در بندر هرمز لنگر می‌انداختند. بندرعباس و اصفهان نیز از مراکز مهم فعالیت بازرگانان هند، پرتغال، هلند و انگلستان بودند. در دورهٔ صفوی، امتیازات و تسهیلات زیادی مانند مصونیت قضایی و معافیت گمرکی، برای بازرگانان اروپایی قائل شدند. بازرگانان خارجی اجازهٔ صدور هر نوع کالا، به جز اسب را داشتند. از جمله عوامل توسعهٔ بازرگانی، امنیت راه‌ها بود. بازرگانان باید عوارض راهداری و مالیات گمرکی (به میزان ۱۰ درصد قیمت کالا) می‌پرداختند. علاوه بر این، برای آن‌که کالاها زودتر ترخیص شوند، ۴ درصد به «شهبندر» پرداخت می‌شد. البته با وجود گمرک‌خانه‌ها و قلعه‌های متعدد برای دریافت عوارض، به قاچاق کالا می‌پرداختند.